# Ма Юань
Ма Юа́нь (кит. трад. 馬遠, упр. 马远, пиньинь Mǎ Yuàn), 1160—1225) — китайский художник эпохи Сун.

## Биография
Родился в семье придворных живописцев на землях столичной Линьаньской управы (территория современного Ханчжоу); его род происходил с территории современной провинции Шаньси. Был членом Императорской академии. Художником стал и его сын Ма Линь.

## Творчество
Известен своими лаконичными монохромными пейзажами (тушь или акварель). Живописная манера его и Ся Гуя получила название школы Ма-Ся.
Его кисти принадлежат картины «Полнолуние», «Одинокий рыбак на зимнем озере», «Дождливый день в горах» и другие.

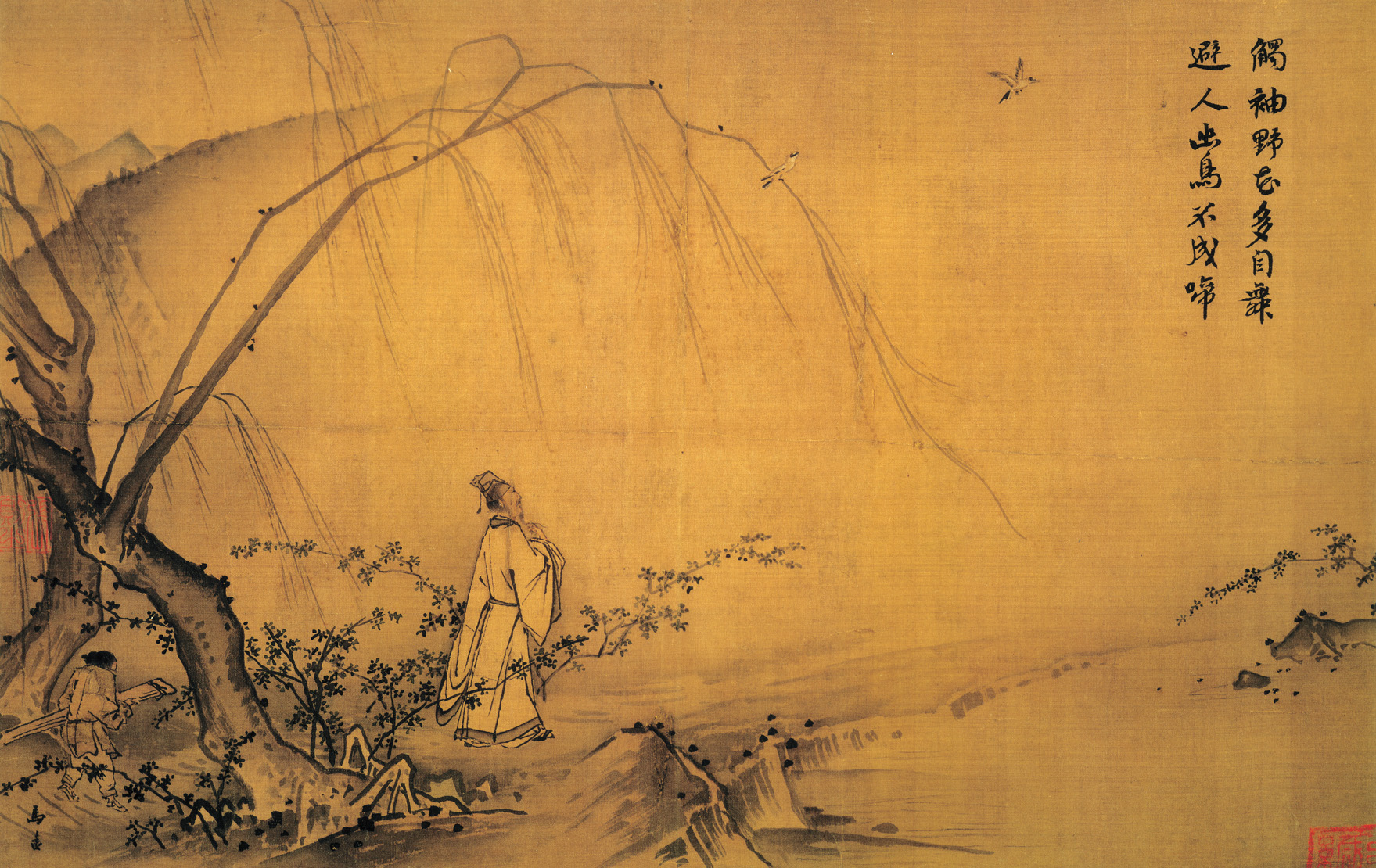
Ма Юань. Весной на горной тропе